# Laugarfoss

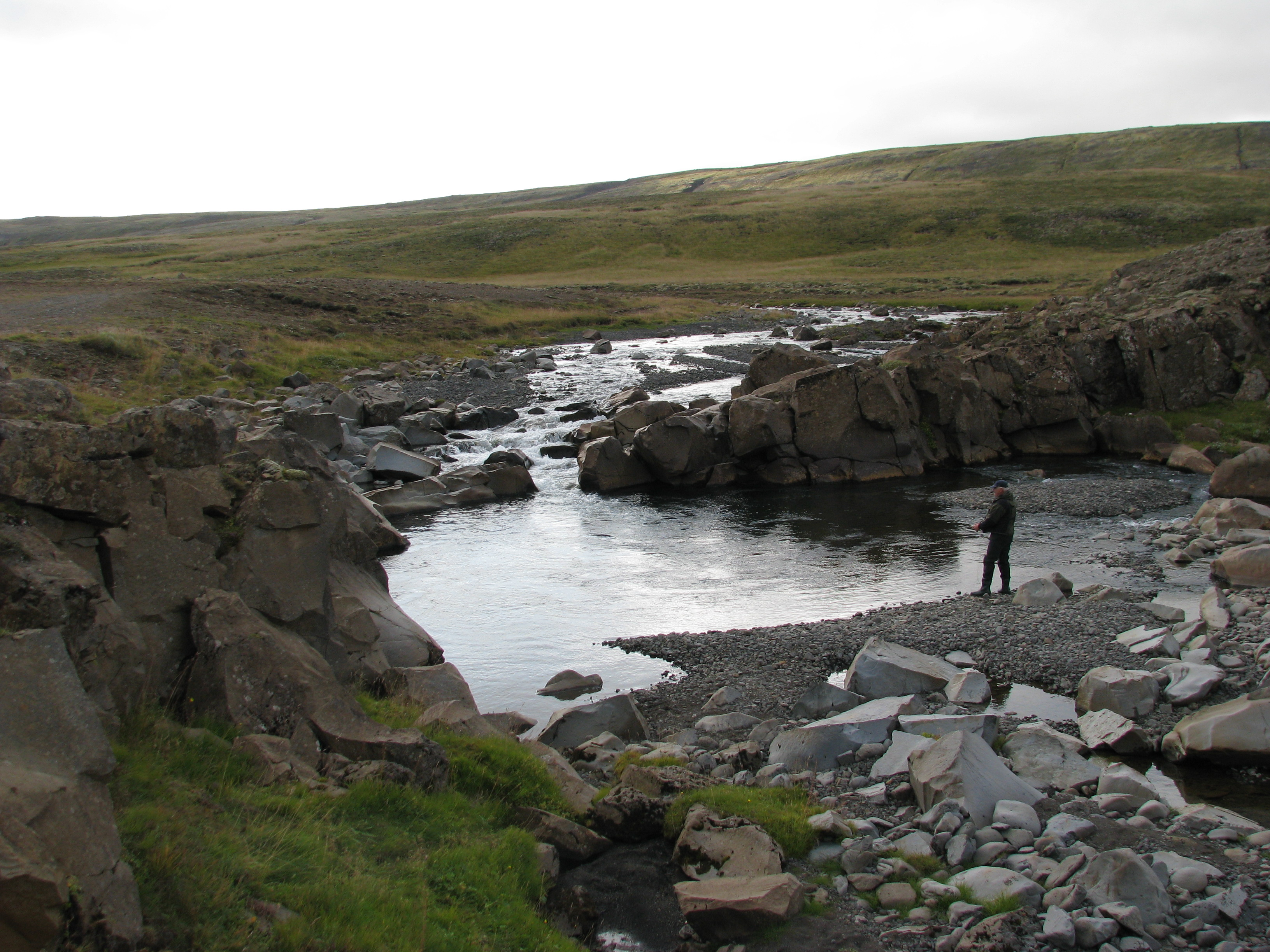
De Laugarfoss.

De Laugarfoss is een waterval in IJsland. Deze waterval ligt in de Tunguá, een riviertje in zuidwest IJsland die uiteindelijk in de Borgarfjörður uitmondt. In de Tunguá komt veel zalm voor, en de Laugarfoss is een populaire plaats om daarop te vissen.
Laugarfoss betekent warmebronwaterval. Deze naam is afgeleid van het vlakbijgelegen Krosslaug (Kruisbron), een bron waar warm water uit komt. Ten tijde van de kerstening, het aanvaarden van het christendom als het officiële geloof van het IJslandse volk, zo rond het jaar 1000, werden mensen in deze bron gedoopt. Daarna werd Krosslaug een heilige plaats, en werd aan het water helende krachten toegeschreven.

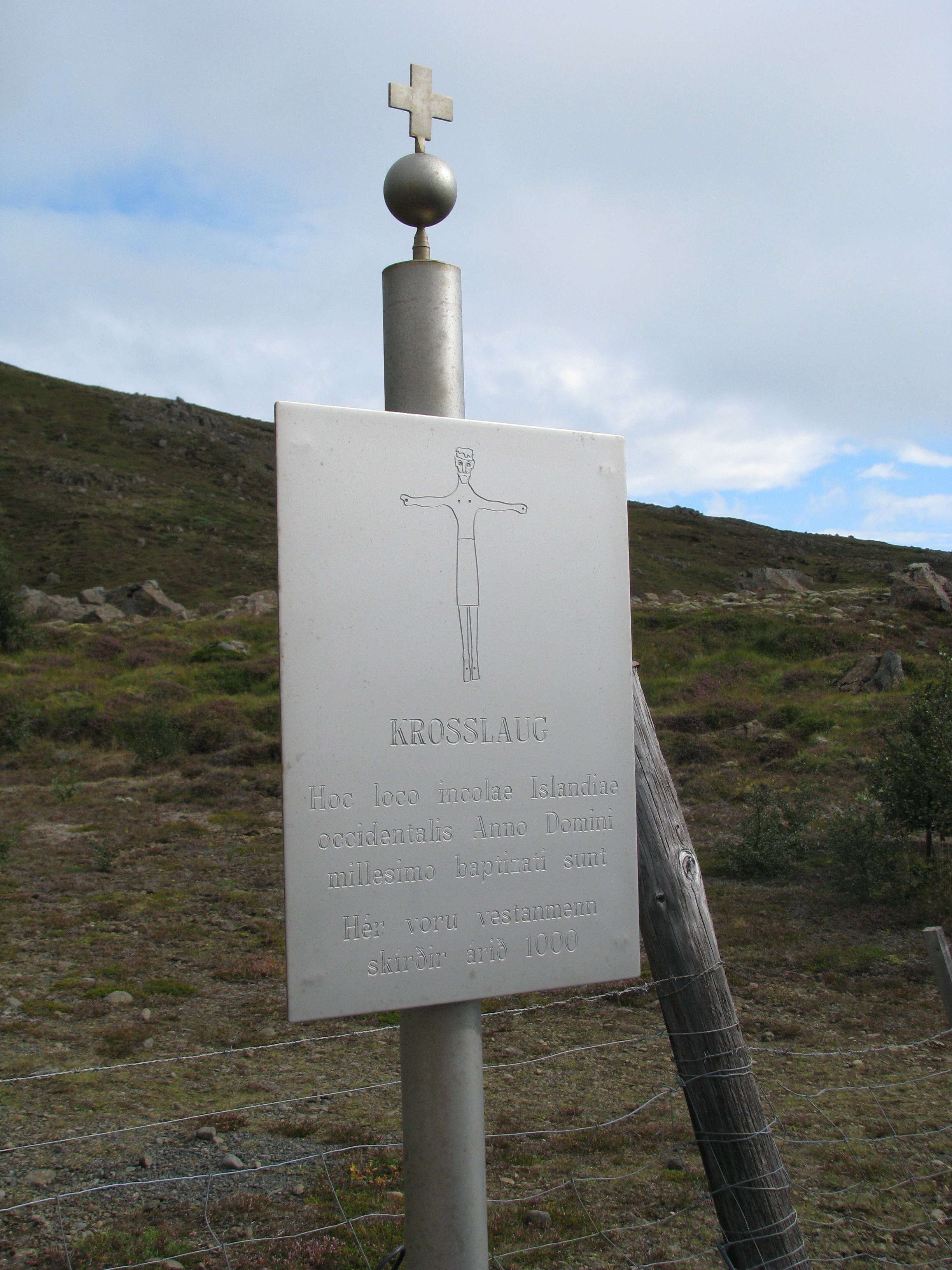
Krosslaug.

Een kilometer stroomopwaarts ligt de Englandsfoss.